# Élisabeth Porquerol
Élisabeth Porquerol est une écrivaine et journaliste française née Pourcherol le 24 avril 1905 à Nîmes et morte le 10 juillet 2008 dans le 14e arrondissement de Paris.

## Biographie
Élisabeth Pourcherol est née le 24 avril 1905 à Nîmes.
À 23 ans, elle propose à Notre temps le récit de son voyage à pied de Paris à Andorre, et entre dans le journalisme. Collaborant à L'Intransigeant, Le Journal de la femme, L'Image, Le Crapouillot, Le Sourire, Le Rire ou Comœdia, elle écrit des enquêtes sur divers sujets.
En 1933, elle signe un article élogieux de Voyage au bout de la nuit dans Le Crapouillot, considérant « cet énorme coup de gueule du type qui en a marre » comme une « véritable révélation » ; cela lui vaut l'amitié de son auteur, Louis-Ferdinand Céline. Elle renonce en 1936 à fonder un journal satirique, Les Mensonges littéraires.
De 1957 à 1977, elle est la rédactrice en chef et principale autrice, sous six pseudonymes différents, de La Guilde du livre.
Amie de Dominique Aury, Pierre Herbart ou Jean Paulhan (elle a signé dans La Nouvelle Revue française), elle reste critique des « milieux journalistiques et littéraires ». Elle meurt le 10 juillet 2008, à l'hôpital Broussais, à l'âge de 103 ans.

## Œuvre
Versée dans le roman, elle s'adonne à la satire sociale. Elle s'essaye aussi au théâtre, et sert de plume à Suzy Solidor pour Fil d'or .

## Ouvrages
- Nephtali sera canonisé, Paris, La Nouvelle Société d'édition, 1928 (BNF 31137597).
- À toi pour la vie, Paris, La Nouvelle Société d'édition, 1929 (BNF 31137596).
- Solitudes viriles, Paris, Albin Michel, 1942 (BNF 32540581).
- Jason, Paris, Albin Michel, 1945 (BNF 32540579).
- Al final del Vellocino (Jasón), Estudio critico, notas y traducción de Rocío González Naranjo, Invasoras, 2019.
- Le Moment d'Avrancourt, Paris, Albin Michel, 1945 (BNF 32540580).
- Le Fourbi arabe, Paris, Albin Michel, 1946 (BNF 32540578).
- La Ville épargnée, Paris, Minuit, 1953 (BNF 32540582).
- Éd. de la Véritable vie privée du maréchal de Richelieu, contenant ses amours et intrigues, et tout ce qui a rapport aux divers rôles qu'a joués cet homme célèbre pendant plus de quatre-vingts ans, Paris, Club du meilleur livre, coll. « Mémoires », 1954 (BNF 32569984).
- Les Voix, Paris, Grasset, 1965 (BNF 33141083).
- Clés en main, Paris, Grasset, 1967 (BNF 33141082).